# Комунари (Болгарія)
Комуна́ри (болг. Комунари) — село у Варненській області Болгарії. Входить до складу общини Дилгопол.

## Політична ситуація
Комунари підпорядковуються безпосередньо общині та не мають свого кмета.
Кмет (мер) общини Дилгопол — Светльо Христов Якімов (Движение за права и свободи (ДПС)) за результатами виборів у правління общини.

## Населення
За даними перепису населення 2011 року у селі проживали 107 осіб, з них 106 осіб (99,1%) — болгари.
Розподіл населення за віком у 2011 році:
Динаміка населення: